# 飯沼希歩
飯沼 希歩（いいぬま きほ、1973年9月24日 - ）は、日本の女優、声優。東京都出身。アクターズハウス佐野屋本店所属。

## 出演作品

### アニメ
- みすて♡ないでデイジー（松沢ひとみ（デイジー））[1]

### 映画
- もののけ姫（エミシの少女B）

### 特撮
- 忍者戦隊カクレンジャー（アベック）

### 参加CD
- 人形草紙あやつり左近第二巻 -あだしが原心中鴉地獄-[2]